# 베를린 멕시코플라츠역
베를린 멕시코플라츠역(Bahnhof Mexikoplatz)은 베를린 슈테글리츠첼렌도르프구 첼렌도르프에 있는 반제선의 철도역이다. 중앙부에 돔이 올라가 있는 역사는 아르 누보 양식으로 건축되었으며 베를린의 건축유산으로 등재되어 있다.

## 역사

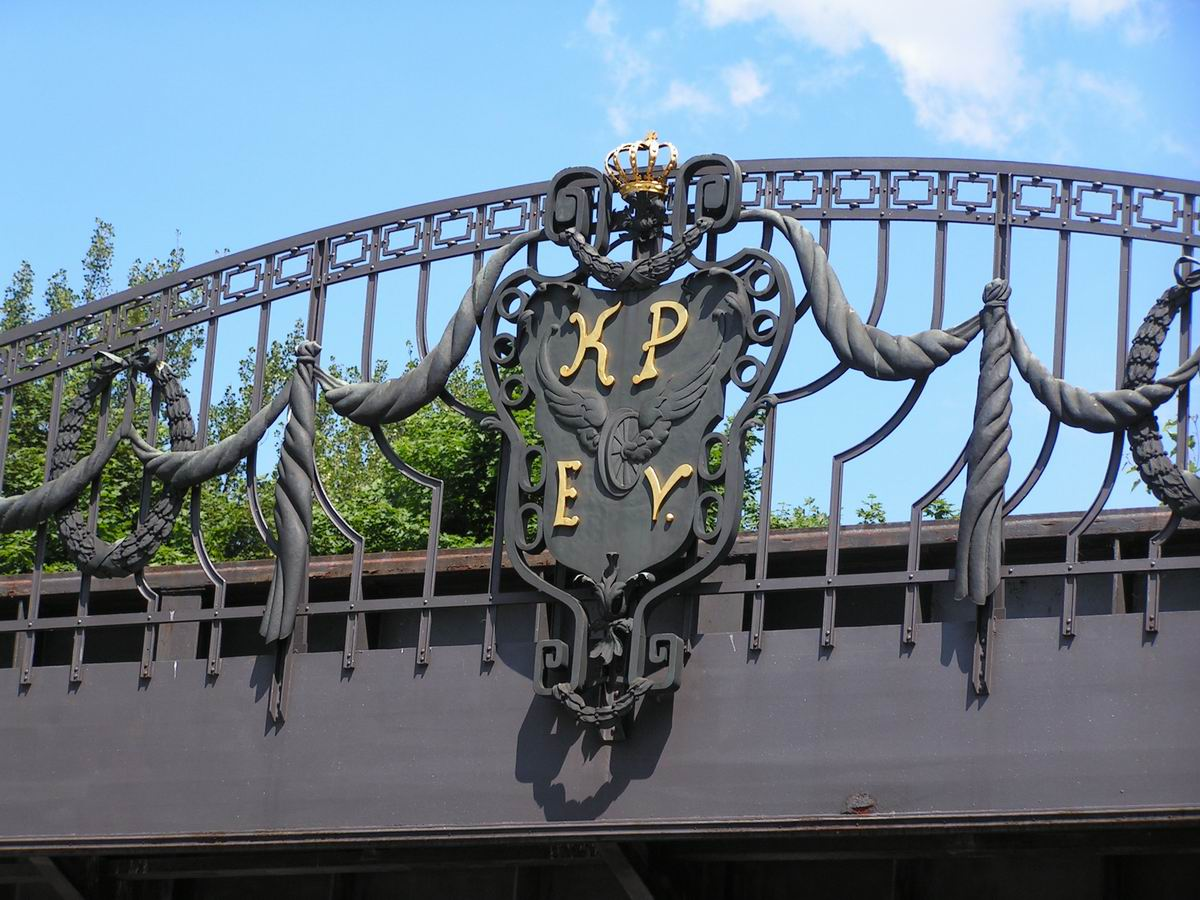
철교에 부착되어 있는 프로이센 왕립철도국(Königlich Preußische Eisenbahn-Verwaltung)의 문장

역사는 하르트 운트 레서(Hart & Lesser)에서 설계했으며, 1904년 11월 1일 개통 당시 역명은 첼렌도르프 베렌슈트라세(Zehlendorf-Beerenstraße)역이었다. 1911년 12월 15일 첼렌도르프 베스트(Zehlendorf-West)역으로 개칭되었다. 1933년 5월 15일에 전철화되었다.
프로이센 국영철도의 소속임을 나타내는 표지로, 역 북서쪽에 있는 린덴탈러 알레(Lindenthaler Allee)를 가로지르는 철교에 연철로 제작된 KPEV의 문장이 부착되어 있다. 1934년 3월에 독일 최초로 X선을 사용한 철교의 비파괴 검사가 시행되어 도장으로 숨겨진 용접부를 검사할 수 있었다. 1987년 베를린 750주년을 기념하기 위해서 멕시코 광장을 재조성하는 과정에서 철교 재건축이 진행되었다.
1958년 9월 28일에 린덴탈러 알레(Lindenthaler Allee)역으로 개칭되었다. 1980년 9월 18일 서베를린 S반 파업 과정에서 역 영업이 중단되었고, 서베를린 BVG에 영업권이 양도된 후 1985년 2월 1일에 재개통했다. 1987년 3월 2일에 현재의 역명으로 개칭되었으며, 역 일대의 광장은 1959년 9월 23일에 멕시코 광장(Mexikoplatz)으로 개칭되어 있었다.
2001년 6월 1일 독일 연방철도신탁청(Bundeseisenbahnvermögen)에서 역사를 매각했다. 이 과정에서 역사에 입주해 있었던 서점이 폐업했으며, 문화 공간으로 전환하려는 시도 역시 실패했다.

## 베를린 지하철 연결
베를린 지하철 3호선을 이 역까지 연장하려는 계획은 오래 전부터 존재했으며, 토지사용계획에도 지하철 부지가 포함되어 있으나 착공 계획은 알려져 있지 않다. 초기 계획안에서는 크루메 랑케역의 인상선을 유지하고 지하철 멕시코플라츠역은 별도의 회차선 없이 역 진입 직전에 건넘선으로 회차할 예정이었다. 멕시코플라츠역에서 클라인마흐노 방면으로의 추가 연장 계획은 수요 저조로 진행되지 않았다.
2022년 12월에 베를린시에서는 새로운 계획을 발표했다. 기존 S반 역사 건물을 환승을 위해서 공용하는 형태로 멕시코 광장 서쪽에 지하 역사를 건설하고, S반 선로에서 더 나아간 지점에 별도의 인상선을 건설할 예정이다. 2023년 3월에 설계를 시작하여 2026년에 착공하여 5년 후에 완공할 계획이 있다.

## 인접 철도역
베를린 버스 및 하펠부스 노선과 환승할 수 있다.
| 베를린 S반                     | 베를린 S반 | 베를린 S반           |
| ------------------------------ | ---------- | -------------------- |
| 첼렌도르프 오라니엔부르크 방면 | S1         | 슐라흐텐제 반제 방면 |